# 三裂羊耳蒜
三裂羊耳蒜（学名：Liparis mannii）为兰科羊耳蒜属下的一个种。

## 扩展阅读
- 維基物種上的相關：三裂羊耳蒜